# Phyllophaga saltana
Phyllophaga saltana är en skalbaggsart som beskrevs av Frey 1975. Phyllophaga saltana ingår i släktet Phyllophaga och familjen Melolonthidae. Inga underarter finns listade i Catalogue of Life.